# Michaił Szaraszeuski
Michaił Izrailewicz Szaraszeuski (biał. Міхаіл Ізраілевіч Шарашэўскі; ros. Михаил Израилевич Шерешевский, Michaił Izrailewicz Szerieszewski; ur. 21 kwietnia 1950 w Mińsku) – białoruski szachista, trener i autor książek szachowych.
Mistrz międzynarodowy i zasłużony trener Białoruskiej Socjalistycznej Republiki Radzieckiej (1988).

## Wybrane publikacje
- Stratiegija endszpila (język rosyjski; Moskwa, 1988)
- Kontury endszpila (język rosyjski; Moskwa, 1989)
- The Soviet Chess Conveyor (Sofia, 1994)